# Illas (parroquia)
Illas es una parroquia del concejo homónimo, en el Principado de Asturias (España). Alberga una población de 582 habitantes (INE 2009) en 264 viviendas. Ocupa una extensión de 13,31 km².
Está situada en la zona central del concejo. Limita al norte con el concejo de Castrillón, parroquia de Pillarno; al noreste, con la parroquia de Villa, y con la homónima en el concejo de Corvera de Asturias; al este, con el concejo de Llanera; al sur con la parroquia de La Peral; y al oeste, con el concejo de Candamo, parroquia de Ventosa.

## Poblaciones
Según el nomenclátor de 2009 la parroquia está formada por las poblaciones de:
- La Barrera (barrio): 14 habitantes.
- La Braña (casería): 2 habitantes.
- Calavero (Calaveru en asturiano) (aldea): 54 habitantes.
- La Callezuela (La Caizuela) (lugar): 89 habitantes.
- Faedo (Faéu) (casería): 4 habitantes.
- Fonte (barrio): 7 habitantes.
- Friera (casería): 12 habitantes.
- Joyana (Xuyana) (casería): 12 habitantes.
- La Laguna (La Llaguna) (aldea): 133 habitantes.
- Llanavao (La Llanaváu) (casería): 12 habitantes.
- La Lláscara (casería): 14 habitantes.
- Poli (Pole) (casería): 18 habitantes.
- Taborneda (Tabornea) (lugar): 64 habitantes.
- Trejo (Trexu) (lugar): 42 habitantes.
- Vega (barrio): 27 habitantes.
- Ventanueva (La Ventanueva) (casería): 4 habitantes.
- Viescas (Viesques) (lugar): 74 habitantes.